# 乌饭树叶蓼
乌饭树叶蓼（学名：Polygonum vacciniifolium）为蓼科蓼属下的一个种。